# Exercises
Exercises är den skotska rockgruppen Nazareths andra studioalbum från 1972.

## Låtlista
1. "I Will Not Be Led" - 3:05
2. "Cat's Eye, Apple Pie" - 3:04
3. "In My Time" - 3:29
4. "Woke Up This Morning" - 3:11
5. "Called Her Name" - 4:33
6. "Fool About You" - 2:47
7. "Love Now You're Gone" - 2:26
8. "Madelaine" - 5:56
9. "Sad Song" - 2:14
10. "1692 (Glen Coe Massacre)" - 3:53